# NPO 3
 (mars 2017).
Si vous disposez d'ouvrages ou d'articles de référence ou si vous connaissez des sites web de qualité traitant du thème abordé ici, merci de compléter l'article en donnant les références utiles à sa vérifiabilité et en les liant à la section « Notes et références ».
NPO 3 est une chaîne de télévision généraliste néerlandaise de service public lancée en 1988. La troisième chaîne est la plus jeune des chaînes publiques nationales.
Les jeunes adultes sont la cible de la chaîne. En novembre 2011, la chaîne obtient une part de marché de 6,5 %.

## Histoire
Le projet de chaîne remonte à 1985. Le plan original était alors d'établir une chaîne commune avec le diffuseur flamand belge BRTN (aujourd'hui la Vlaamse Radio- en Televisieomroeporganisatie) mais ce plan n'aboutit pas.
La chaîne est lancée le 4 avril 1988 par le ministre de la culture de l'époque Elco Brinkman (nl).
Jusqu'en 2006, la programmation était culturelle avec un accent mis sur les régions des Pays-Bas. Par la suite, il y eut une réforme en 2006 sur l'audiovisuel. Suite cette réforme, les programmes sont centrés vers les jeunes et jeunes adultes et légèrement sur le divertissement. La chaîne diffuse également au moins treize heures de programmes pour enfants (sous les noms NPO Z@ppelin le matin et NPO Z@PP l'après-midi).
Le 19 août 2014, Nederland 3 est renommée « NPO 3 » comme l'ensemble des chaînes du groupe Nederlandse Publieke Omroep. La chaîne poursuit son orientation de divertissement avec le talk-show à succès d'Arjen Lubach Zondag met Lubach, diffusé hebdomadairement depuis 2015.

### Identité visuelle

Logotype de Nederland 3 de 5 septembre 2003 au 4 septembre 2006.
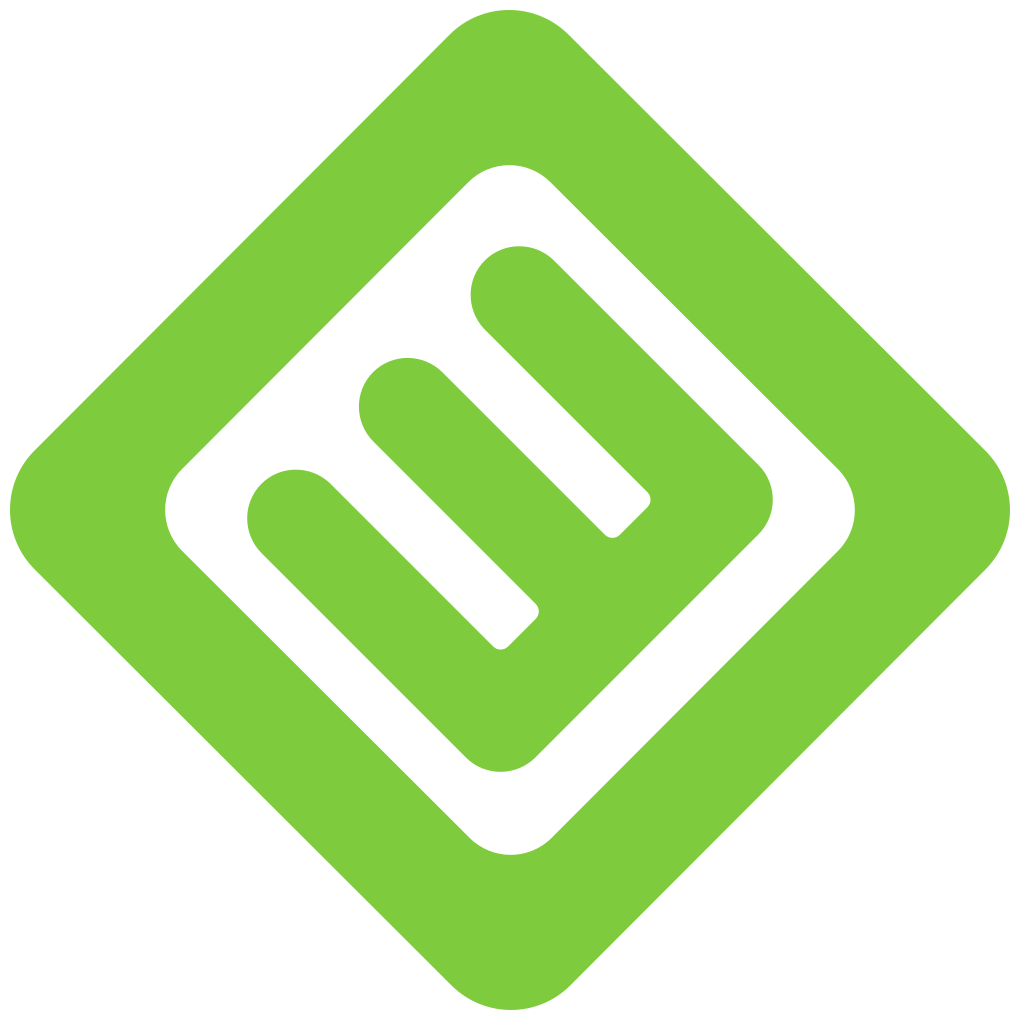
Logotype de Nederland 3 de 4 septembre 2006 au 24 octobre 2013.
Logotype de Nederland 3 de 24 octobre 2013 au 19 août 2014.
Logotype de Nederland 3 HD de 4 juillet 2009 au 19 août 2014.
Logotype de NPO 3 depuis le 19 août 2014.